# Pirotan
A Ilha de Pirotan (ou simplesmente Pirotan) é uma ilha do Mar Arábico do Parque Nacional Marinho, Jamnagar no estado de Guzerate, na Índia. Está localizado a 12 milhas náuticas (22 km) da costa (porto de Bedi); consiste em manguezais e praias de maré baixa e tem uma área de três quilômetros quadrados. A ilha de Rozi está localizada a cerca de dez quilômetros a sudeste.
Das 42 ilhas do parque, a Ilha de Pirotan é a mais popular e é uma das duas ilhas onde os visitantes normalmente são permitidos.[carece de fontes?] A visitação é estritamente limitada, sendo necessária permissão do Departamento Florestal, do Departamento Aduaneiro e dos Portos. Os manguezais consistem principalmente de espécies de Rhizophora, Avicennia e Ceriops.

## História
O nome da ilha deriva de Pirotan Patan, a cidade antiga provavelmente no lugar de Bedi Bandar.
Em 1867, um mastro de bandeira foi colocado na ponta norte da ilha para ajudar na navegação. Em 1898, foi substituído por um farol de alvenaria de 21 metros, que por sua vez foi substituído em 1955–57 por uma torre do farol de 24 metros. Em 1996, a energia do farol foi convertida de gerador a diesel para energia solar.
A ilha ao longo dos recifes de coral circundantes, cobrindo uma área de três quilômetros quadrados, foi notificada como parte do Parque Nacional Marinho em 1982.

## População
As únicas pessoas na ilha são a guarda florestal, o farol e o Mujhavar (Servidor) no santuário de Holy Saint Khwaja Khizer RA (Durgah). O santuário sagrado de Khwaja Khijer Rahmatullahialaih está localizado na ilha.